# クレメン・プレペリッチ
クレメン・プレペリッチ（Klemen Prepelič , 1992年10月20日 - ）は、スロベニア出身のプロバスケットボール選手。ポジションはシューティングガード。身長は1.91 m (6 ft 3 in)。
プレペリッチは2012年にスロベニアのユニオン・オリンピアと契約した。一年後はトルコのバンビットBKに移籍したが、2014年11月にオリンピアに復帰した。2018年、プレペリッチはレアル・マドリードに移籍し、チームのリーガACB優勝に貢献した。プレペリッチは2024年7月からBCドバイに所属している。
クレメン・プレペリッチはバスケットボールスロベニア代表のメンバーでもあり、2015年ユーロバスケットに出場したほか、スロベニア代表のユーロバスケット2017に大きく貢献した。プレペリッチは2020年オリンピックにも出場した。